# Uttanasana
Uttanasana (en sánscrito: उत्तानासन, AITS: uttānāsana), postura de estiramiento extendido o postura de la pinza es una asana de pie del hatha yoga. Es una postura de nivel básico que se aprende al empezar a practicar yoga. Uttanasana se considera una pose base, ya que existen variaciones de uttanasana que se derivan de la misma.

## Etimología y origen
La palabra en sánscrito Uttanasana significa 'postura de intenso estiramiento': 
- Uttana (en sánscrito: उत्तान, AITS: uttāna), que significa 'estirado, extendido, gran extensión'[6]
  - Ut  (en sánscrito: उत्) significa 'intensidad'[5][7]
  - Tan (en sánscrito: तन्) significa 'estirar extender' o 'alargar afuera'[5][8]
- Asana (en sánscrito: आसन, AITS: āsana), que significa 'postura'[9]

### Origen
La postura es moderna, vista por primera vez en el siglo XX. Una postura con el nombre Uttānāsana se ilustra en el Sritattvanidhi del siglo XIX, pero es bastante diferente de la pose moderna (acostado boca arriba, con los codos tocando las rodillas y las manos detrás del cuello).
La postura moderna se describe en el Yoga Makaranda de Krishnamacharya de 1934, y en las obras de sus discípulos: Light on Yoga: Yoga Dipika (1966) de B. K. S. Iyengar y Ashtanga vinyasa yoga de Pattabhi Jois.

## Descripción
Esta postura de yoga consiste en pararse con los pies juntos, doblar la parte superior del cuerpo a la altura de las caderas y dejar que la cabeza cuelgue hacia abajo y tomar el control del cuerpo colocando las palmas de las manos en el suelo junto a los pies.
Se ingresa a la postura desde la posición de pie de Tadasana, inclinándose hacia adelante en las caderas hasta que las palmas de las manos puedan colocarse en el piso, finalmente detrás de los talones.

### Variantes

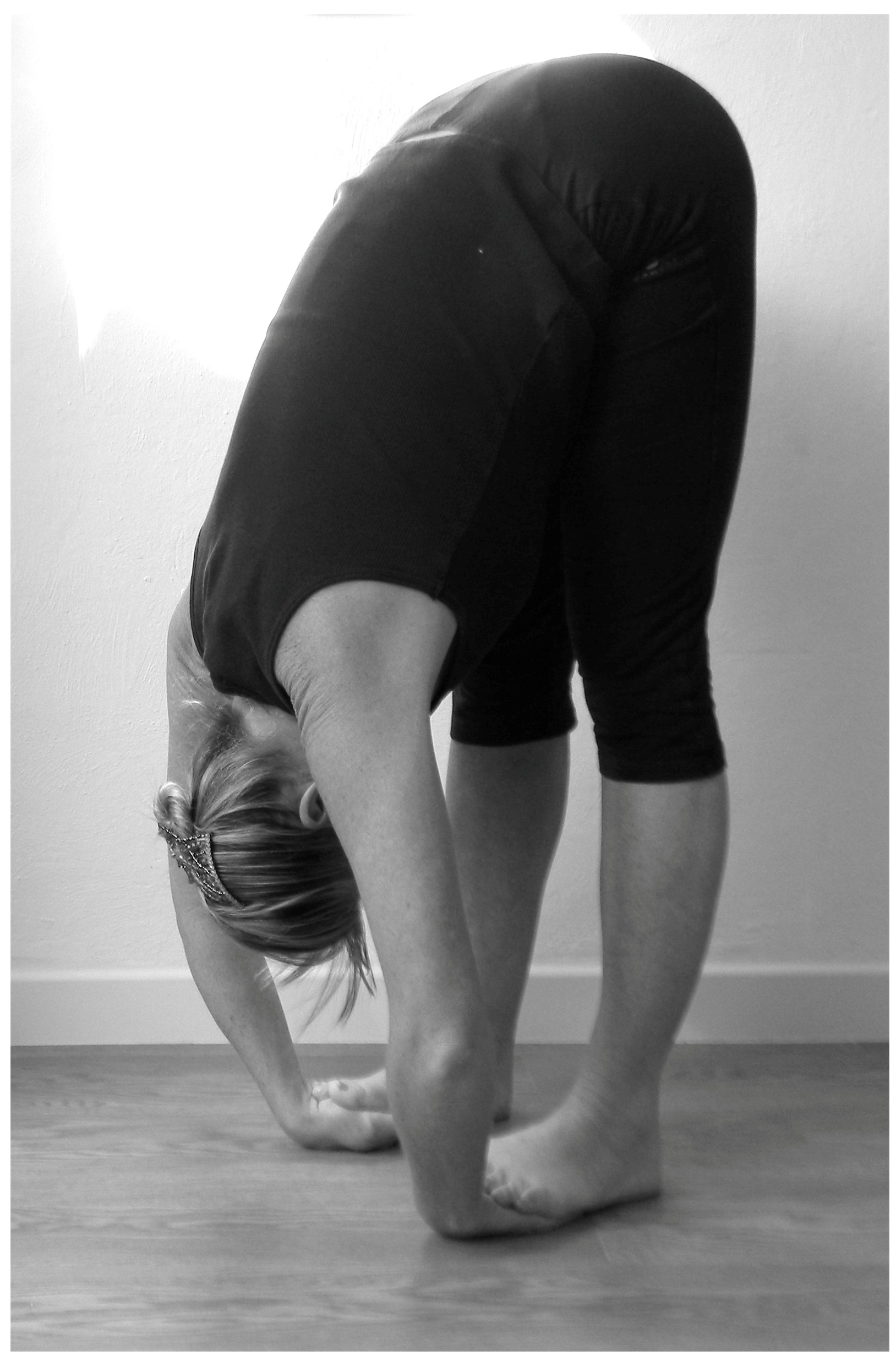
Padahastasana

- Padahastasana, postura mano a pie o postura de las manos en los pies, con la mano colocada debajo del pie.[14]
- Ardha Uttanasana o postura de la media pinza, de pie, media curva hacia adelante.[15]
- Baddha Uttanasana, es una variante con las piernas separadas en donde se coloca el brazo izquierdo entre las piernas y se sujeta luego con el derecho, que va por detrás de la espalda. Después se hace para el otro lado.[16]
- Parivrtta Uttanasana, es una variante de la Uttanasana en torsión.[16]
- Eka Pada Uttanasana, es una variante que consiste en tener levantada una de las piernas lo más verticalmente posible.[16]
- Sahaja Mayurasana-Uttanasana, en esta variante se juntan las manos por la espalda y, luego que el torso se encuentra plegado junto a las piernas, se bajan los brazos intentando que estén en posición horizontal.[16]

## Beneficios atribuidos
De acuerdo a B. K. S. Iyengar, «esta asana cura los dolores de estómago y tonifica el hígado, el bazo y los riñones. También alivia el dolor de estómago durante los períodos menstruales. Los latidos del corazón se ralentizan y los nervios espinales se rejuvenecen. Cualquier depresión que se sienta en la mente desaparece si uno mantiene la postura durante dos minutos o más. La postura es una bendición para las personas que se excitan rápidamente, ya que calma las células cerebrales. Después de terminar la asana, uno se siente tranquilo y fresco, los ojos comienzan a brillar».
Junto a Trikonasana, Garudasana y Vatayanasana, es una postura recomendada para contribuir al manejo de la eyaculación precoz al fortalecer los músculos de la zona pélvica, tonificar los órganos del aparato reproductor masculino, mejorar la circulación en la región pélvica y desarrollar la capacidad de retener el líquido seminal.

## Contraindicaciones
Es una postura contraindicada para personas con presión arterial alta o baja, glaucoma, osteoporosis o escoliosis. Asimismo, para personas con lesiones recientes o crónicas en la parte inferior de la espalda, hombros, piernas o el cuello, incluidas las hernias de disco y las patologías degenerativas de la columna.
Las mujeres que están embarazadas o menstruando no deben inclinarse completamente hacia adelante.
Las personas con diarrea solo deben realizar media postura, con las manos sobre una silla o una mesa.